# Heterandriini
Heterandrini  es una tribu de peces de agua dulce perteneciente a la familia poecílidos, distribuidos por ríos de América del Sur, América Central y América del Norte.

## Géneros
Tiene los siguientes géneros:
- Heterandria Agassiz, 1853
- Neoheterandria Henn, 1916
- Poeciliopsis Regan, 1913
- Priapichthys Regan, 1913
- Pseudopoecilia Regan, 1913
- Pseudoxiphophorus Bleeker, 1860
- Xenophallus Hubbs, 1924